# Чамо (озеро)

Озеро Чамо — озеро в регіоні південних націй, національностей і народів південної Ефіопії. Озеро розташоване у Головному Ефіопському рифті, на висоті 1110 метрів.
Північний край озера Чамо знаходиться в національному парку Нечісар. Згідно з даними, опублікованими Центральним статистичним агентством, його довжина становить 32 кілометри, ширина — 13, площа поверхні — 317 км², максимальна глибина — 14 метрів, площа водозбірного басейну становить близько 18757 км².
Озеро оточене пластами Typha, а також водно-болотними угіддями. Воно витікає з озера Абая, живиться річкою Кульфо і декількома невеликими струмками.

В озері живуть бегемоти та нільські крокодили. Основні види риб — сом Bagrus docmak і нільський окунь.

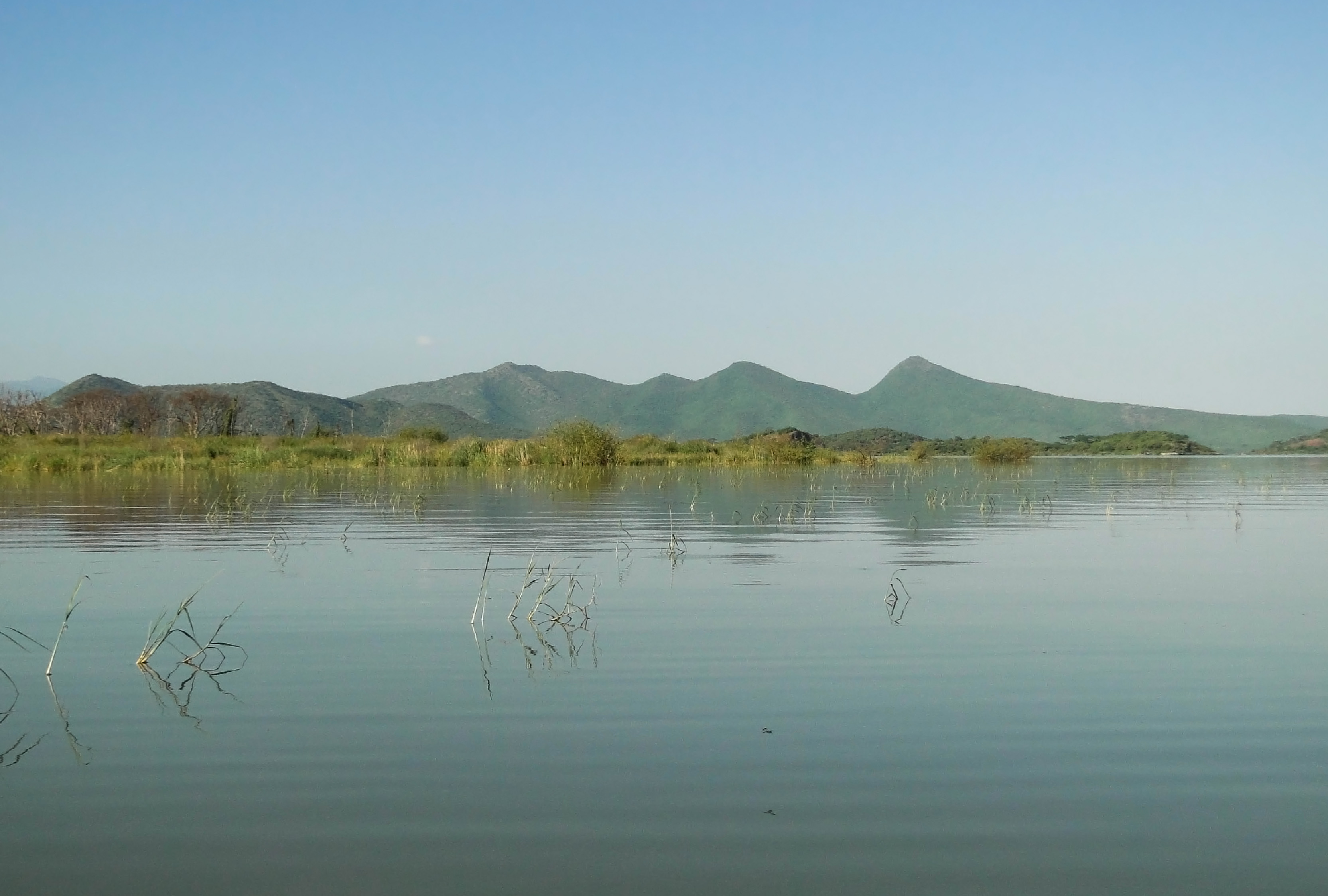
На озері
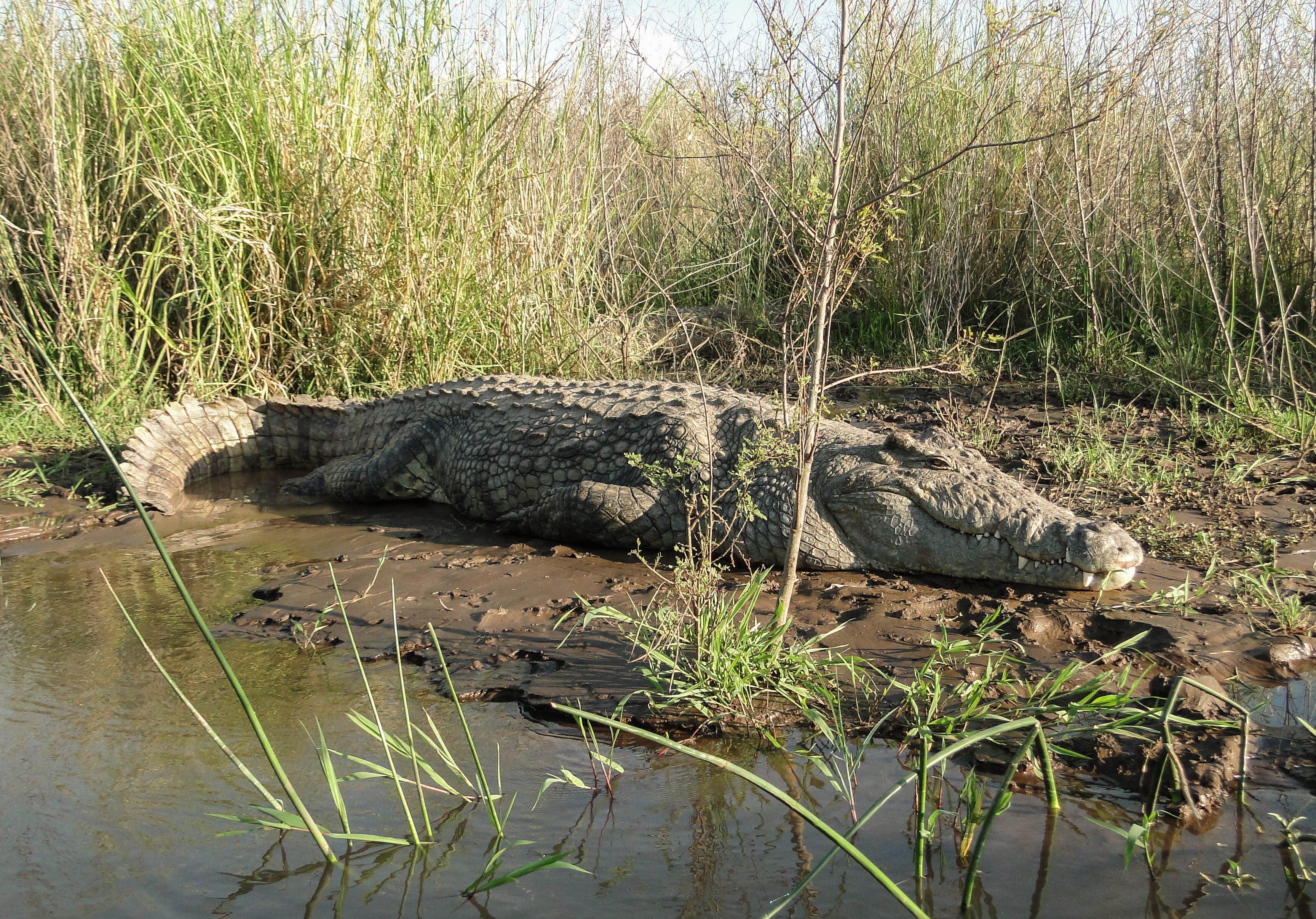
Нільський крокодил
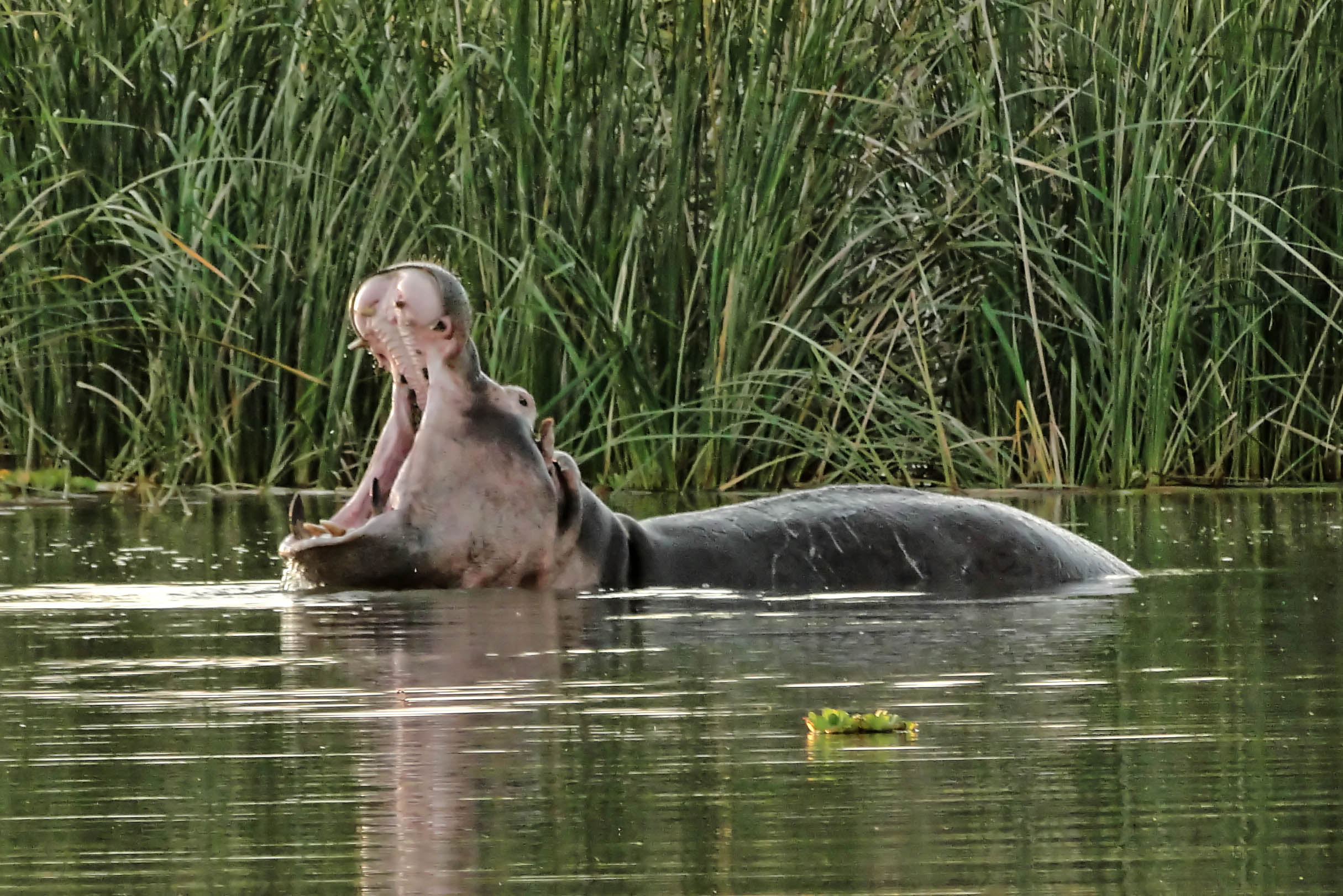
Бегемот
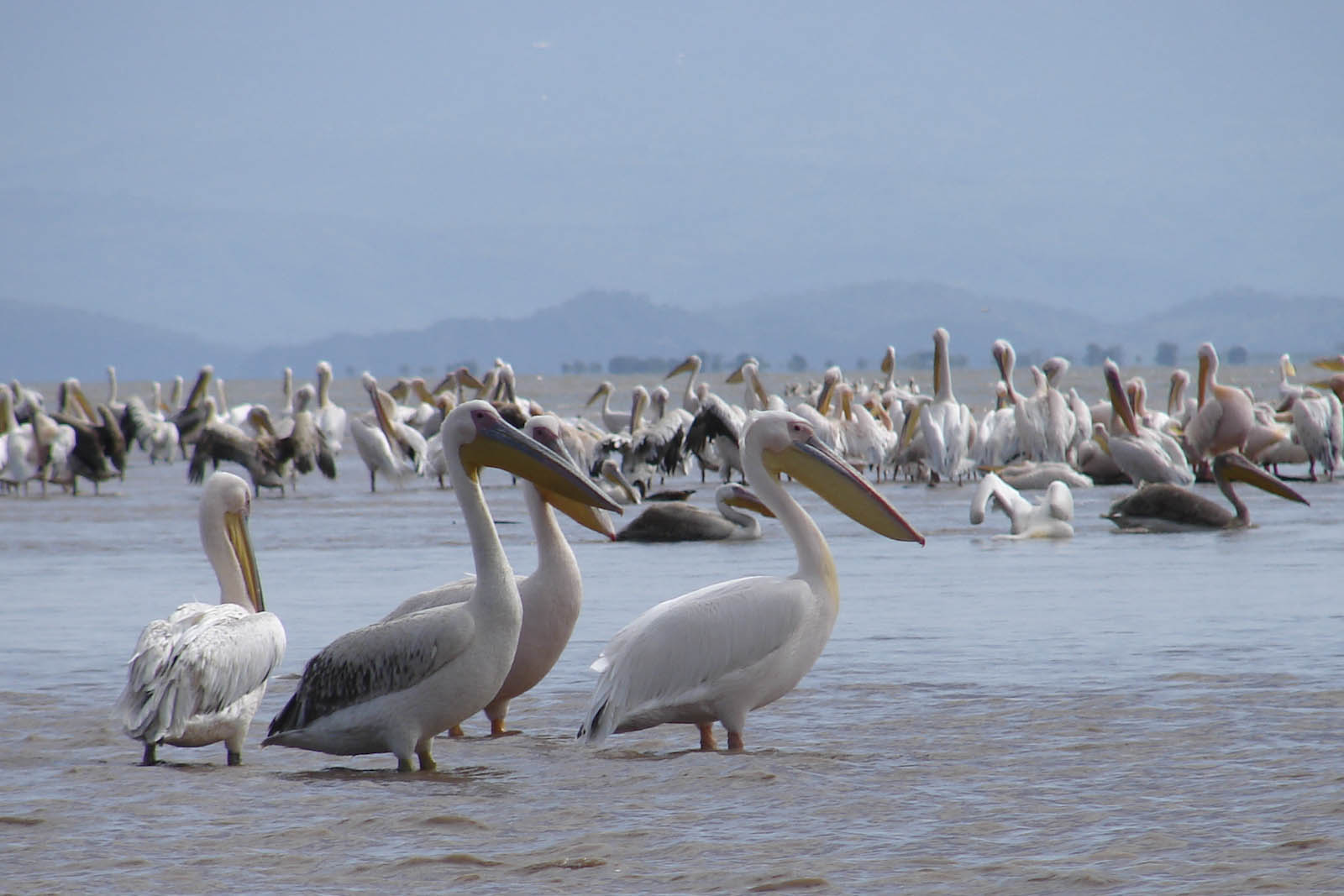
Пелікани